# Giovanni Adolfo II di Sassonia-Weissenfels
Giovanni Adolfo II, duca di Sassonia-Weissenfels (Weißenfels, 4 settembre 1685 – Lipsia, 16 maggio 1746), è stato un militare tedesco, membro della Casata di Wettin e ultimo duca di Sassonia-Weissenfels.

## Biografia

### I primi anni
Giovanni Adolfo era l'ultimo dei dodici figli del duca Giovanni Adolfo I di Sassonia-Weissenfels e di Giovanna Maddalena di Sassonia-Altenburg, di cui però solo sette raggiungeranno l'età adulta. Sua madre morì quando egli aveva appena cinque mesi.
A metà dicembre del 1699, Giovanni Adolfo intraprese in incognito un Grand Tour in Olanda assieme all'ex ciambellano di suo padre, Wolf Bernhard von Werther, e a quello che in seguito diverrà consigliere per la giustizia alla sua corte e membro del suo consiglio privato, Johann George Menii. Dopo un mese di viaggio, il gruppo raggiunse Amsterdam, facendo poi tappa a L'Aia per consolidare la conoscenza del francese del giovane principe. Durante questo suo periodo nei Paesi Bassi, il giovane Giovanni Adolfo fece conoscenza degli ambasciatori imperiali, di Polonia, di Francia, di Svezia e di Danimarca oltre di un gran numero di persone d'alto rango che si riveleranno poi fondamentali nella sua esperienza di governo. Pur con qualche difficoltà, riuscì a incontrare re Guglielmo III d'Inghilterra che lo ricevette nel proprio palazzo di caccia di Loo, dove Giovanni Adolfo poté incontrare anche il principe ereditario Federico d'Assia-Kassel (futuro re di Svezia) e diversi ministri e notabili inglesi. Dopo alcuni giorni di viaggio, giunse infine a Parigi dove rimase a lungo per studiare equitazione, scherma, danza e ovviamente per apprendere la lingua francese. Attraverso la duchessa d'Orleans, riuscì inoltre ad essere presentato a re Luigi XIV di Francia.

### La carriera militare

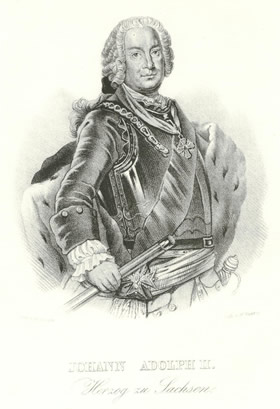
Giovanni Adolfo II di Sassonia-Weissenfels in uniforme militare in un'incisione del XVIII secolo

Data la sua posizione di ultrogenito, il principe aveva ben poche possibilità di salire un giorno al trono e per questo venne avviato alla carriera militare.
All'età di appena 17 anni, giunse sul Reno come capitano inquadrato in un reggimento di truppe imperiali provenienti da Querfurt e si pose al servizio dell'esercito dell'Assia-Kassel dove gli venne assegnata una propria compagnia. Nel 1704 venne promosso tenente colonnello di cavalleria e con tale grado combatté nella battaglia di Blenheim. Nel 1705 si trasferì in Italia al seguito dell'armata del principe Federico d'Assia-Kassel e combatté nei pressi di Castiglione. A seguito della sconfitta subita, il principe tornò in Assia, mentre Giovanni Adolfo rimase in servizio e combatté dapprima nell'assedio di Torino e poi prese parte all'avanzata verso Tolone nel 1707. Nello stesso anno venne promosso al rango di colonnello di un reggimento di cavalleria. Nel 1708 tornò dapprima in Germania per poi spostarsi nei Paesi Bassi dove ebbe modo di distinguersi nella battaglia di Malplaquet, dopo la quale suo cugino, re Augusto II di Polonia, decise di prenderlo al proprio servizio nell'esercito della Sassonia col grado di maggiore generale (1709).
Inizialmente, con il grado di maggiore generale, prese parte con successo alla battaglia di Stralsund nella Grande guerra del Nord combattendo contro gli svedesi, ottenendo la nomina a tenente generale il 30 novembre 1714. Ricevette nel contempo il cavalierato dell'Ordine dell'Aquila Bianca. Promosso quindi al grado di comandante generale della guardia del corpo del sovrano, nel 1717 ottenne il comando di un corpo ausiliario di 6000 uomini posto a sostegno dell'imperatore Carlo VI, impegnato in Ungheria nella seconda guerra di Morea.
Nel 1723 venne nominato generale di cavalleria dell'esercito della Sassonia. Quando nel 1730 il re di Polonia presentò ufficialmente a Zeithain il suo rinnovato esercito ai principi europei ed ai loro ufficiali militari, re Federico Guglielmo I di Prussia lodò nello specifico Giovanni Adolfo per la buona padronanza dell'arte militare.
Il principe prese quindi parte alla guerra di successione polacca per sostenere l'elezione di Federico Augusto II di Sassonia a re di Polonia. Guidò quindi le truppe sassoni in Polonia dove, assieme a Burkhard Christoph von Münnich, guidò l'assedio di Danzica. L'esercito sassone sotto il comando di Giovanni Adolfo (che venne promosso feldmaresciallo il 3 agosto 1735), rimase di stanza principalmente nella Polonia meridionale col fine di garantire che l'incoronazione dell'elettore sassone a re di Polonia si svolgesse senza interruzioni. Le truppe sassoni in Polonia, rimasero sotto il comando di Giovanni Adolfo sino al 1736, quando riuscirono infine a sconfiggere i sostenitori del candidato avversario, il principe Stanislao Leszczyński.
Il 7 ottobre 1736, presso il Castello di Hubertusburg, ricevette l'Ordine militare di Sant'Enrico, fondato dal sovrano in quello stesso giorno e destinato a premiare coloro che si erano grandemente distinti nell'ambito militare. Ricevette in seguito anche l'Ordine della Giarrettiera inglese.

### L'ascesa al trono
Dopo la morte di suo fratello Cristiano di Sassonia-Weissenfels, deceduto dopo un breve regno e senza eredi, Giovanni Adolfo ereditò infine il ducato di Sassonia-Weissenfels e salì al trono il 28 giugno 1736. Uno dei suoi primi atti come principe sovrano fu quello di riorganizzare le finanze dello stato che erano state in gran parte compromesse dai suoi predecessori. Dopo la morte di suo cugino Giorgio Alberto, nel 1739, incamerò anche la contea di Barby, che ritornò quindi alla linea dei Sassonia-Weißenfels.

### La ripresa della carriera militare

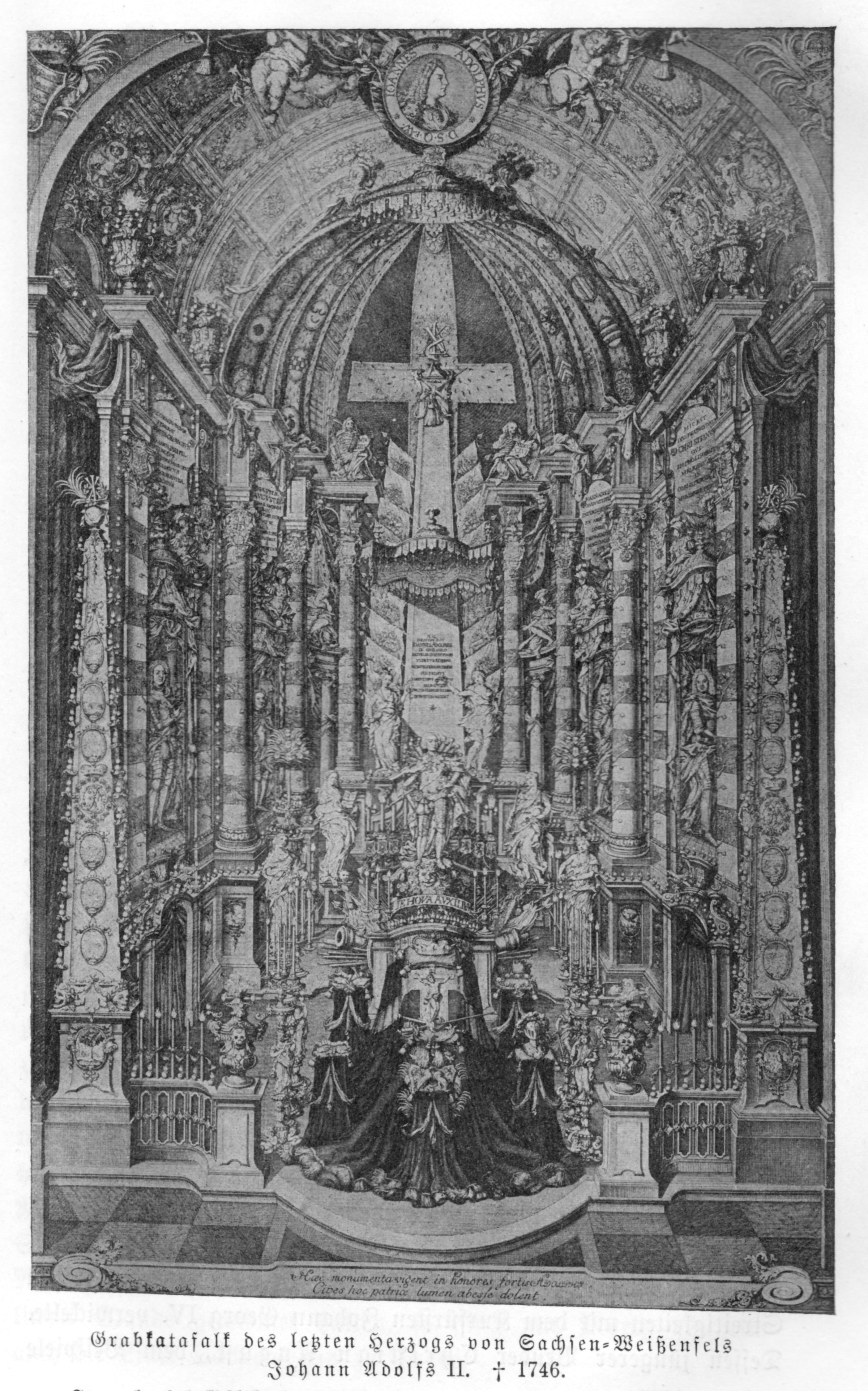
Il catafalco di Giovanni Adolfo II di Sassonia-Weissenfels nella chiesa di Neu-Augustusburg

Giovanni Adolfo riprese dopo poco la sua carriera militare, guerreggiando nella prima e poi nella Seconda guerra di Slesia contro il Regno di Prussia. Dopo essere stato sconfitto nella battaglia di Hohenfriedberg, venne sostituito al comando delle forze sassoni dal conte Frederick Augustus Rutowsky, fratello illegittimo di Federico Augusto I, elettore di Sassonia. Tra i possibili altri motivi alle sue dimissioni, gli storici hanno individuato la sua salute già gravemente minata e il fatto che il primo ministro sassone Heinrich von Brühl avesse negato ulteriori fondi per l'esercito.
Dopo la battaglia di Kesselsdorf, il 1 dicembre 1745 Federico Augusto riconsegnò il comando dell'esercito a Giovanni Adolfo. Venne inoltre proclamato capo del governo della Sassonia in assenza del primo ministro Heinrich von Brühl.
Giovanni Adolfo ritirò le truppe sassoni in Boemia, ma cinque mesi dopo morì d'infarto all'età di 62 anni, mentre visitava la fiera di Lipsia. Venne deposto in una bara di peltro all'interno della cappella del castello di Neu-Augustusburg. Per essere trasportato a Weißenfels, il suo corpo dovette essere imbalsamato e pertanto le sue viscere, rimosse, vennero sepolte separatamente in un'urna nella chiesa del castello. Il suo monumentale catafalco, venne progettato dall'architetto di corte Johann Christoph Schütze.
Poiché nessuno dei figli di Giovanni Adolfo aveva raggiunto l'età adulta, la linea dei Sassonia-Weissenfels si estinse con la sua morte e il principato tornò alla linea elettorale.

## Matrimoni e figli

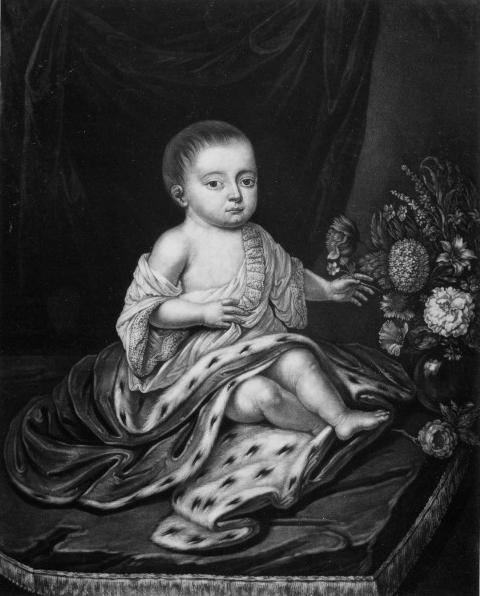
Il principe Giovanni Giorgio Adolfo in un ritratto del 1740

Il suo primo matrimonio, celebrato il 9 maggio 1721 a Eisenach, fu con Giovanna Antonietta Giuliana di Sassonia-Eisenach, figlia del duca Giovanni Guglielmo di Sassonia-Eisenach e di sua moglie, Cristina Giuliana di Baden-Durlach. Con lei ebbe un solo figlio maschio che fu peraltro per qualche tempo potenziale erede al trono dato che suo fratello, l'allora duca regnante Cristiano, non aveva avuto eredi:
- Federico Giovanni Adolfo (26 maggio 1722, Dahme - 10 agosto 1724, ivi), principe di Sassonia-Weissenfels

Dopo la morte della sua prima moglie, il 13 aprile 1726 Giovanni Adolfo si risposò il 27 novembre 1734 ad Altenburg con Federica di Sassonia-Gotha-Altenburg, figlia del duca Federico II di Sassonia-Gotha-Altenburg a di sua moglie Maddalena Augusta da Anhalt-Zerbst. In questo caso ebbe diversi figli che però morirono tutti prima di raggiungere l'età adulta:
- Carlo Federico Adolfo (6 novembre 1736, Weißenfels - 24 marzo 1737, ivi)
- Giovanni Adolfo (27 giugno 1738, Weißenfels - 21 ottobre 1738, ivi)
- Augusto Adolfo (6 giugno 1739, Weißenfels - 7 giugno 1740, ivi)
- Giovanni Giorgio Adolfo (17 maggio 1740, Weißenfels - 10 luglio 1740, ivi)
- Federica Adolfina (27 dicembre 1741, Weißenfels - 4 luglio 1751, Langensalza)

## Ascendenza
|                                                     |                                                  |                                                         | Genitori                                              |  |  | Nonni |  |  | Bisnonni                                         |  |  | Trisnonni                                      |  |
|                                                     |                                                  |                                                         |                                                       |  |  |       |  |  | 8. Johann Georg I, principe elettore di Sassonia |  |  | 16. Christian I, principe elettore di Sassonia |  |
|                                                     |                                                  |                                                         |                                                       |  |  |       |  |  | 8. Johann Georg I, principe elettore di Sassonia |  |  | 16. Christian I, principe elettore di Sassonia |  |
|                                                     |                                                  | 17. Sophie von Brandenburg                              |                                                       |  |  |       |  |  | 8. Johann Georg I, principe elettore di Sassonia |  |  |                                                |  |
| 4. August, duca di Sassonia-Weissenfels             |                                                  |                                                         |                                                       |  |  |       |  |  | 8. Johann Georg I, principe elettore di Sassonia |  |  |                                                |  |
|                                                     |                                                  | 9. Magdalena Sibylle von Preußen                        | 18. Albrecht Friedrich, duca di Prussia               |  |  |       |  |  |                                                  |  |  |                                                |  |
|                                                     |                                                  | 9. Magdalena Sibylle von Preußen                        | 18. Albrecht Friedrich, duca di Prussia               |  |  |       |  |  |                                                  |  |  |                                                |  |
|                                                     |                                                  | 9. Magdalena Sibylle von Preußen                        | 19. Marie Eleonore von Jülich-Kleve-Berg              |  |  |       |  |  |                                                  |  |  |                                                |  |
| 2. Johann Adolf I, duca di Sassonia-Weissenfels     |                                                  | 9. Magdalena Sibylle von Preußen                        |                                                       |  |  |       |  |  |                                                  |  |  |                                                |  |
|                                                     |                                                  | 10. Adolf Friedrich I, duca di Meclemburgo-Schwerin     | 20. Johann VII, duca di Meclemburgo-Schwerin          |  |  |       |  |  |                                                  |  |  |                                                |  |
|                                                     |                                                  | 10. Adolf Friedrich I, duca di Meclemburgo-Schwerin     | 20. Johann VII, duca di Meclemburgo-Schwerin          |  |  |       |  |  |                                                  |  |  |                                                |  |
|                                                     |                                                  | 10. Adolf Friedrich I, duca di Meclemburgo-Schwerin     | 21. Sophia von Schleswig-Holstein-Gottorf             |  |  |       |  |  |                                                  |  |  |                                                |  |
| 5. Anna Maria zu Mecklenburg-Schwerin               |                                                  | 10. Adolf Friedrich I, duca di Meclemburgo-Schwerin     |                                                       |  |  |       |  |  |                                                  |  |  |                                                |  |
|                                                     |                                                  | 11. Anna Maria von Ostfriesland                         | 22. Enno III, conte della Frisia orientale            |  |  |       |  |  |                                                  |  |  |                                                |  |
|                                                     |                                                  | 11. Anna Maria von Ostfriesland                         | 22. Enno III, conte della Frisia orientale            |  |  |       |  |  |                                                  |  |  |                                                |  |
|                                                     |                                                  | 11. Anna Maria von Ostfriesland                         | 23. Anna von Schleswig-Holstein-Gottorf               |  |  |       |  |  |                                                  |  |  |                                                |  |
| 1. Johann Adolf II, duca di Sassonia-Weissenfels    |                                                  | 11. Anna Maria von Ostfriesland                         |                                                       |  |  |       |  |  |                                                  |  |  |                                                |  |
|                                                     | 12. Friedrich Wilhelm I, duca di Sassonia-Weimar | 24. Johann Wilhelm, duca di Sassonia-Weimar             |                                                       |  |  |       |  |  |                                                  |  |  |                                                |  |
|                                                     | 12. Friedrich Wilhelm I, duca di Sassonia-Weimar | 24. Johann Wilhelm, duca di Sassonia-Weimar             |                                                       |  |  |       |  |  |                                                  |  |  |                                                |  |
|                                                     | 12. Friedrich Wilhelm I, duca di Sassonia-Weimar | 25. Dorothea Susanne von der Pfalz-Simmern              |                                                       |  |  |       |  |  |                                                  |  |  |                                                |  |
| 6. Friedrich Wilhelm II, duca di Sassonia-Altenburg | 12. Friedrich Wilhelm I, duca di Sassonia-Weimar |                                                         |                                                       |  |  |       |  |  |                                                  |  |  |                                                |  |
|                                                     |                                                  | 13. Anna Maria von Pfalz-Neuburg                        | 26. Philipp Ludwig, conte palatino di Neuburg         |  |  |       |  |  |                                                  |  |  |                                                |  |
|                                                     |                                                  | 13. Anna Maria von Pfalz-Neuburg                        | 26. Philipp Ludwig, conte palatino di Neuburg         |  |  |       |  |  |                                                  |  |  |                                                |  |
|                                                     |                                                  | 13. Anna Maria von Pfalz-Neuburg                        | 27. Anna von Jülich-Kleve-Berg                        |  |  |       |  |  |                                                  |  |  |                                                |  |
| 3. Johanna Magdalena von Sachsen-Altenburg          |                                                  | 13. Anna Maria von Pfalz-Neuburg                        |                                                       |  |  |       |  |  |                                                  |  |  |                                                |  |
|                                                     |                                                  | 14. Johann Georg I, principe elettore di Sassonia (= 8) | 28. Christian I, principe elettore di Sassonia (= 16) |  |  |       |  |  |                                                  |  |  |                                                |  |
|                                                     |                                                  | 14. Johann Georg I, principe elettore di Sassonia (= 8) | 28. Christian I, principe elettore di Sassonia (= 16) |  |  |       |  |  |                                                  |  |  |                                                |  |
|                                                     |                                                  | 14. Johann Georg I, principe elettore di Sassonia (= 8) | 29. Sophie von Brandenburg (= 17)                     |  |  |       |  |  |                                                  |  |  |                                                |  |
| 7. Magdalena Sibylla von Sachsen                    |                                                  | 14. Johann Georg I, principe elettore di Sassonia (= 8) |                                                       |  |  |       |  |  |                                                  |  |  |                                                |  |
|                                                     |                                                  | 15. Magdalena Sibylle von Preußen (= 9)                 | 30. Albrecht Friedrich, duca di Prussia (= 18)        |  |  |       |  |  |                                                  |  |  |                                                |  |
|                                                     |                                                  | 15. Magdalena Sibylle von Preußen (= 9)                 | 30. Albrecht Friedrich, duca di Prussia (= 18)        |  |  |       |  |  |                                                  |  |  |                                                |  |
|                                                     |                                                  | 15. Magdalena Sibylle von Preußen (= 9)                 | 31. Marie Eleonore von Jülich-Kleve-Berg (= 19)       |  |  |       |  |  |                                                  |  |  |                                                |  |
|                                                     |                                                  | 15. Magdalena Sibylle von Preußen (= 9)                 |                                                       |  |  |       |  |  |                                                  |  |  |                                                |  |